# Klaus Strößner
Klaus Strößner (geb. vor 1981) ist ein deutscher Physiker. Er war von 2010 bis 2022 Vizepräsident des Bundespatentgerichtes.

## Leben
Strößner war von Oktober 1981 bis Juni 1984 Doktorand beim Max-Planck-Institut für Festkörperforschung in Stuttgart und nach seiner Promotion zum Dr. rer. nat. dort als wissenschaftlicher Mitarbeiter tätig. Im September 1987 wechselte er zum Deutschen Patent- und Markenamt (DPMA). Er war zunächst Patentprüfer, dann Gruppenleiter und ab April 1997 Leiter einer Patentabteilung.
Im Oktober 2001 wurde Klaus Strößner zum Richter am Bundespatentgericht berufen. Er wirkte als technisches Mitglied in einem technischen Beschwerdesenat mit. Im Mai 2004 wurde ihm die Leitung der Hauptabteilung 2 (Information) des DPMA übertragen. Im Juli 2010 wurde Strößner als Nachfolger von Bernd Tödte zum Vizepräsidenten des Bundespatentgerichts ernannt. Er trat am 31. August 2022 in den Ruhestand ein und auf ihn folgte Gerald Rothe.
Klaus Strößner ist verheiratet und Vater von zwei Töchtern.